# ألان ماكدونالد (سياسي)
ألان ماكدونالد (بالإنجليزية: Allan Macdonald)‏ هو سياسي أمريكي، ولد في 21 نوفمبر 1794، وتوفي في 1862. انتخب عضو مجلس ولاية نيويورك.